# Петроая-Дял
Петроая-Дял (рум. Pătroaia-Deal) — село у повіті Димбовіца в Румунії. Входить до складу комуни Крингуріле.
Село розташоване на відстані 77 км на північний захід від Бухареста, 30 км на південний захід від Тирговіште, 118 км на схід від Крайови, 108 км на південь від Брашова.

## Населення
За даними перепису населення 2002 року у селі проживали 269 осіб, усі — румуни. Усі жителі села рідною мовою назвали румунську.